# Diablo IV
Diablo IV è un videogioco di ruolo del 2023 pubblicato da Blizzard Entertainment per Microsoft Windows, PlayStation 4, PlayStation 5, Xbox One e Xbox Series X e Series S. È il quarto titolo della serie Diablo.

## Sviluppo
Diablo IV è stato annunciato nel corso del BlizzCon 2019. Al progetto erano stati associati i nomi dei designer Luis Barriga e Jesse McCree. Nel 2021 Barriga e McCree sono stati allontanati da Blizzard.
Nel giugno 2022 viene annunciato che Diablo IV verrà distribuito nel 2023, con la data di pubblicazione confermata nel corso dei The Game Awards 2022.
A novembre 2023, nel corso della BlizzCon, è stata annunciata l'espansione Vessel of Hatred, prevista per il 2024.

## Promozione
Nell'aprile 2025 è stato annunciato un crossover con il manga Berserk a partire dal 6 maggio fino al termine della Stagione 8.